# Balsareny
Balsareny ist ein Ort und eine Gemeinde (municipi) mit 3.328 Einwohnern (Stand: 2024) in der Comarca Bages in Katalonien. Zur Gemeinde gehören auch die Ortschaften Nosa, La Rabeia, Sant Esteve und Vilafruns.

## Lage
Der Ort Balsareny liegt in einer Höhe von etwa 325 Metern ü. d. M. am Westufer des Riu Llobregat in der Kultur- und Weinlandschaft Pla de Bages. Die Städte Barcelona und Manresa liegen etwa 82 Kilometer (Fahrstrecke) südöstlich bzw. etwa 21 Kilometer südwestlich.

## Bevölkerungsentwicklung
| Jahr      | 1960  | 1970  | 1981  | 1990  | 2000  | 2011  |
| Einwohner | 3.987 | 4.024 | 3.624 | 3.438 | 3.230 | 3.519 |

Mitte des 19. Jahrhunderts hatte die Gemeinde etwa 1.500 Einwohner; seitdem war bis zur Mitte des 20. Jahrhunderts ein anhaltendes Wachstum der Bevölkerung zu verzeichnen, das auch durch die Mechanisierung der Landwirtschaft nicht unterbrochen wurde. Erst in den letzten Jahrzehnten reduzierte sich die Einwohnerzahl merklich.

## Wirtschaft
Früher lebten die Einwohner hauptsächlich als Selbstversorger von der Landwirtschaft, zu der auch der Anbau von Wein und die Haltung von Vieh (v. a. Schweine) gehörte. Bereits im ausgehenden Mittelalter fungierte Balsareny auch als handwerkliches und merkantiles Zentrum für die Dörfer und Einzelgehöfte (masies) in der Umgebung. Im frühen 19. Jahrhundert entwickelte sich die Region Pla de Bages zu einem bedeutenden Weinbaugebiet, doch hatten die Gemeinden deshalb ganz besonders unter der Reblauskrise zu leiden. Im Jahr 1945 begann man mit dem Abbau von Pottaschesalzen (Carnallit), die in der chemischen Industrie und als Düngemittel Verwendung finden. In den letzten Jahrzehnten siedelten sich kleinere Handwerks- und Industriebetriebe an, die den durch die Aufgabe der Textilherstellung verursachten Verlust von Arbeitsplätzen auffangen konnten.

## Geschichte
Im 9. und 10. Jahrhundert wurde das Gebiet durch die Grafen von Barcelona aus den Händen des Islam zurückerobert (reconquista), wiederbesiedelt (repoblación) und mit Burgen (castells) gesichert. Eine Burg und die Grundherrenfamilie (Senyors de Balsareny) sind bereits im 10. Jahrhundert urkundlich erwähnt. Zu Beginn des Jahres 1714 wurde die Kleinstadt in der Schlussphase des spanischen Erbfolgekrieges von spanischen Soldaten in Brand gesetzt.

## Sehenswürdigkeiten

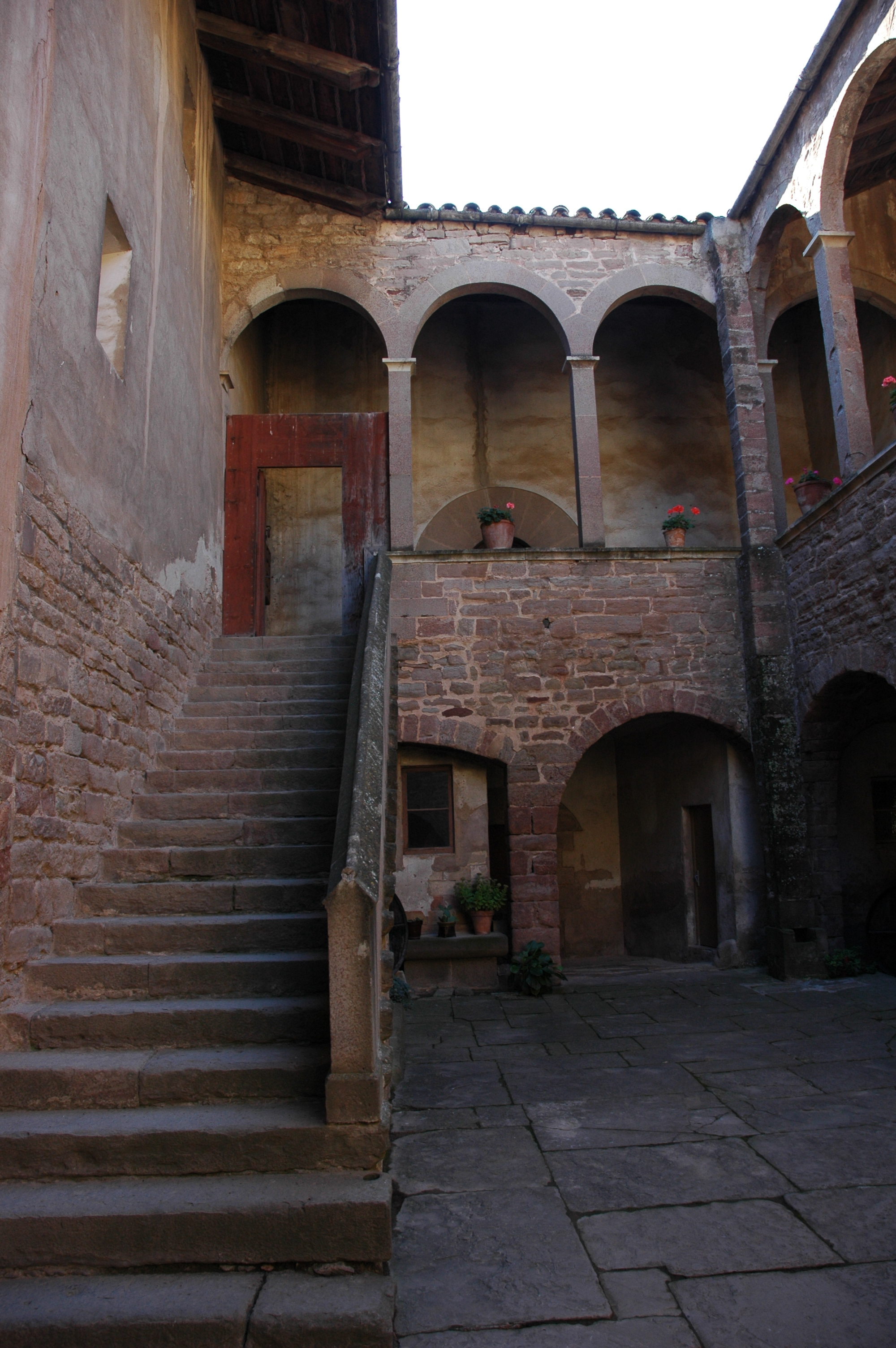
Kastell von Balsareny

- Das im Innern zweigeschossige, etwa 420 Meter hoch gelegene und im 14. und 15. Jahrhundert, d. h. in der Zeit der Spätgotik erbaute Kastell von Balsareny hat einen ansatzweise fünfeckigen Grundriss und zeigt nach außen ein aus vergleichsweise exakt bearbeiteten Hausteinen und in regelmäßigen Lagen gemauertes Mauerwerk; die gut einen Meter dicke Wände bestehen allerdings größtenteils aus Füllmaterial. Der gotische Wehrbau (donjon) hat einen umlaufenden Wehrgang mit leicht vorkragendem Zinnenkranz als oberem Abschluss. Die von Zweier- und Dreierfenstern (Biforien und Triforien) belichteten Räume gruppieren sich um einen Innenhof mit einem zentralen Ziehbrunnen. Die Räumlichkeiten der Burg sind nicht gewölbt, sondern werden von hölzernen Balkendecken überspannt. Die Burg wird heute als Museum genutzt.
- In unmittelbarer Nähe steht die kleine spätromanische Burgkapelle, deren ursprünglich auf der Südseite befindliches Portal im 16. Jahrhundert zugemauert und durch eines auf der Westseite ersetzt wurde. Das einschiffige Innere wird von einem im Scheitel leicht angespitzten Tonnengewölbe überspannt; die Apsis zeigt eine einfache Kalottenwölbung. Auf der Nordseite wurde eine große, barocke Seitenkapelle angebaut.
- Die örtliche Pfarrkirche Santa Maria ist dreischiffig und stammt aus dem 13. Jahrhundert – also der Spätromanik; im Innern wurde sie entsprechend dem Zeitgeschmack des 17./18. Jahrhunderts umgestaltet.
- Die schmucklose, aber baufällige romanische Kapelle Santa Margarida beeindruckt durch ihre abgeschiedene Lage.
- Über das Gemeindegebiet verteilt liegen mehrere denkmalgeschützte Gutshöfe (masies oder canes).

## Persönlichkeiten
- Pere Casaldàliga (1928–2020), Bischof von São Félix, Brasilien